# Alemán (rapero)
Érick Raúl Alemán Ramírez (Los Cabos, Baja California Sur; 20 de febrero de 1990), conocido simplemente como Alemán, es un rapero y compositor mexicano. Saltó a la fama con su álbum debut Pase de abordar (2014) y consolidó su éxito internacional con Eclipse (2018), que le permitió realizar giras por México, Chile, Argentina y España.

## Carrera

### Inicios (2005-2013)
Inició su carrera musical a los 14 años (2005) en el grupo 2 Rimas junto a MC King. Tras la incorporación del DJ Phat en 2006, el grupo se renombró Doble Rima y lanzó su primer álbum Click Clack Punto Exacto (2009). En 2013 formó parte del colectivo Mexamafia (MXM) antes de iniciar su carrera solista.

### Trayectoria solista (2014-presente)
En 2014 lanzó su álbum debut Pase de Abordar bajo el sello Gooti Récords, relanzándose una versión deluxe en 2015 con Homegrown Entertainment. Su primer álbum de estudio Rolemos otro (2016) combinó trap con rap tradicional. Su éxito internacional llegó con Eclipse (2018), que contó con colaboraciones de C. Tangana, Kidd Keo y Akapellah.
En 2021 lanzó Huracán con colaboraciones internacionales como Snoop Dogg, Cypress Hill, y artistas mexicanos como Santa Fe Klan. En 2023 fue reconocido por la revista Forbes como parte del "Mexican Power" junto a Peso Pluma y Danna Paola. En 2024 participó en la New York Fashion Week con el diseñador Ricardo Seco.

## Influencias y estilo
Alemán tuvo mucho acercamiento con el hip hop desde temprana edad gracias su padre que era un breakdancer o B-Boy, consideró a raperos como 2Pac, Notorious B.I.G., Dr. Dre, 50 Cent, Control Machete, Cartel de Santa, Akwid, Cypress Hill, Psycho Realm, Eminem, DMX, Snoop Dogg, Ice Cube, Vinnie Paz, Jedi Mind Tricks, Terma H Muda, Muelas de Gallo, Elote El Bárbaro, Caballeros del Plan G y El Pinche Brujo como sus principales influencias para encontrar su propio sonido musical.
Su evolución musical ha transitado desde el Boom bap y trap hacia fusiones con reggaetón y dembow.

## Controversias
- En 2019 mantuvo una disputa pública con el rapero Gera MX por supuestas similitudes musicales.[6]
- Desde 2025 ha recibido críticas de seguidores por su transición al reggaetón,[7] particularmente tras el éxito de «Te Quiero Ver» con Netón Vega (129 millones de reproducciones en YouTube).

## Discografía
- La Doble Rima (álbum colaborativo, 2012)
- Pase de Abordar (2014)
- Rolemos Otro (2016)
- Eclipse (2018)
- Humo en La Trampa (2019)
- Huracán (2021)
- Haciéndolo fino (2023)
- De Vuelta a las Andadas (2025)